# Megarhyssa weixiensis
Megarhyssa weixiensis là một loài tò vò trong họ Ichneumonidae.